# Тудорел Стойка
Тудорел Стойка (рум. Tudorel Stoica, нар. 7 вересня 1954, Бреїла) — румунський футболіст, що грав на позиції півзахисника. По завершенні ігрової кар'єри — тренер.
Виступав, зокрема, за клуб «Стяуа», у складі якого є рекордсменом за кількістю проведених матчів. Сім разів як гравець «Стяуа» вигравав чемпіонат Румунії, а 1986 року став володарем Кубка чемпіонів та Суперкубка УЄФА. Залучався до лав національної збірної Румунії.
Батько румунського футболіста Аліна Стойки.

## Клубна кар'єра
Народився 7 вересня 1954 року в місті Бреїла. Вихованець футбольної школи «Політехніки» (Галац). Дорослу футбольну кар'єру розпочав 1971 року в основній команді того ж клубу, в якій провів один сезон, взявши участь у 4 матчах чемпіонату, після чого був запрошений до іншої друголігової команди з Галаца, «Дунері». Сезон 1974/75 провів у складі цієї команди вже у найвищому дивізіоні Румунії.
Влітку 1975 року перейшов до «Стяуа». Відіграв за бухарестську команду наступні чотирнадцять сезонів своєї ігрової кар'єри, ставши за цей час рекордсменом команди за кількістю проведених матчів. Більшість часу, проведеного у складі «Стяуа», був основним гравцем півзахисту команди, а з 1982 року — її капітаном. За цей час сім разів виборював титул чемпіона Румунії, а 1986 року став співавтором сенсаційної перемоги румунів у розіграші Кубка чемпіонів УЄФА. Згодом того ж року допоміг «Стяуа» здолати київське «Динамо» у грі за Суперкубок Європи 1986.
У сезоні 1989/90 встиг пограти у Франції за «Ланс», після чого повернувся до «Стяуа», у складі якої провів останню офіційну гру у своїй кар'єрі.

## Виступи за збірну
1979 року дебютував в офіційних матчах у складі національної збірної Румунії.
Загалом протягом дев'ятирічної кар'єри у національній команді провів у її формі 15 матчів.

## Кар'єра тренера
Завершивши ігрову кар'єру, залишився у клубній структурі «Стяуа», перейшовши на тренерську роботу. У 1991–1992 та 1993–1994 роках був асистентом головного тренера команди.
Згодом наприкінці 1990-х тренував молодіжну збірну Румунії.

## Титули і досягнення
- Чемпіон Румунії (7):

«Стяуа»: 1975-1976, 1977-1978, 1984-1985, 1985-1986, 1986-1987, 1987-1988, 1988-1989
- Володар Кубка Румунії (5):

«Стяуа»: 1975-1976, 1978-1979, 1984-1985, 1986-1987, 1988-1989
- Володар Кубка чемпіонів УЄФА (1):

«Стяуа»: 1985-1986
- Володар Суперкубка УЄФА (1):

«Стяуа»: 1986